# Incontro Trump-Zelens'kyj del 2025
L'incontro tra Volodymyr Zelens'kyj e Donald Trump si è tenuto il 28 febbraio 2025, in diretta televisiva nello Studio Ovale della Casa Bianca a Washington. L'obiettivo era discutere il supporto degli Stati Uniti nel respingere l'invasione russa in corso in Ucraina dal 2022, ma l'incontro si è concluso bruscamente senza una chiara risoluzione. Questo perché durante gli ultimi minuti della discussione, Trump e il vicepresidente J.D. Vance hanno ripetutamente criticato il presidente ucraino Zelens'kyj. I media lo hanno descritto come "un confronto pubblico senza precedenti tra un presidente americano e un capo di Stato straniero". Prima dell'incontro c'erano già state tensioni tra l'amministrazione Trump e il governo di Zelens'kyj, perché il presidente americano voleva che l'Ucraina accettasse un cessate il fuoco con la Russia per interrompere immediatamente le ostilità e lavorare per un accordo di pace globale. Trump aveva più volte affermato che l'Ucraina fosse responsabile dell'invasione russa e aveva definito il presidente ucraino un “dittatore” (dichiarazione poi ritrattata). Dall'altra parte invece, Zelens'kyj voleva ottenere delle forti garanzie di sicurezza contro future aggressioni russe prima di impegnarsi in un cessate il fuoco, perché credeva che, in mancanza di queste, il presidente russo Vladimir Putin avrebbe violato qualsiasi accordo. L'incontro è stato ampiamente criticato per il suo tono acceso e conflittuale, e quasi tutti gli alleati degli Stati Uniti hanno prontamente espresso il loro sostegno a Zelens'kyj dopo il confronto. Al contrario, i media russi hanno elogiato l'esito dell'incontro e hanno indirizzato le critiche al presidente ucraino.

## Antefatti
L'incontro si è svolto nel contesto della crisi russo-ucraina, iniziata con l’annessione della Crimea da parte della Russia nel 2014 e intensificatasi con l’invasione su larga scala iniziata nel 2022. A tre anni dall'inizio della guerra, l’Ucraina dipendeva fortemente dagli aiuti internazionali, in particolare dai Paesi occidentali e dagli Stati Uniti. I rapporti del presidente ucriano Volodymyr Zelens'kyj con Donald Trump sono stati tesi sin dal 2019, quando quest'ultimo fu messo sotto impeachment per aver bloccato forniture militari all’Ucraina nel tentativo di spingere Zelenskyy a indagare su Joe Biden. Anche J.D. Vance, scelto da Trump come suo vicepresidente, aveva espresso scetticismo sugli aiuti a Kiev, dichiarando nel 2022 di non provare interesse per cosa succede all’Ucraina, motivo per il quale è stato definito da Zelens'kyj , nel 2024, come "troppo radicale”. 

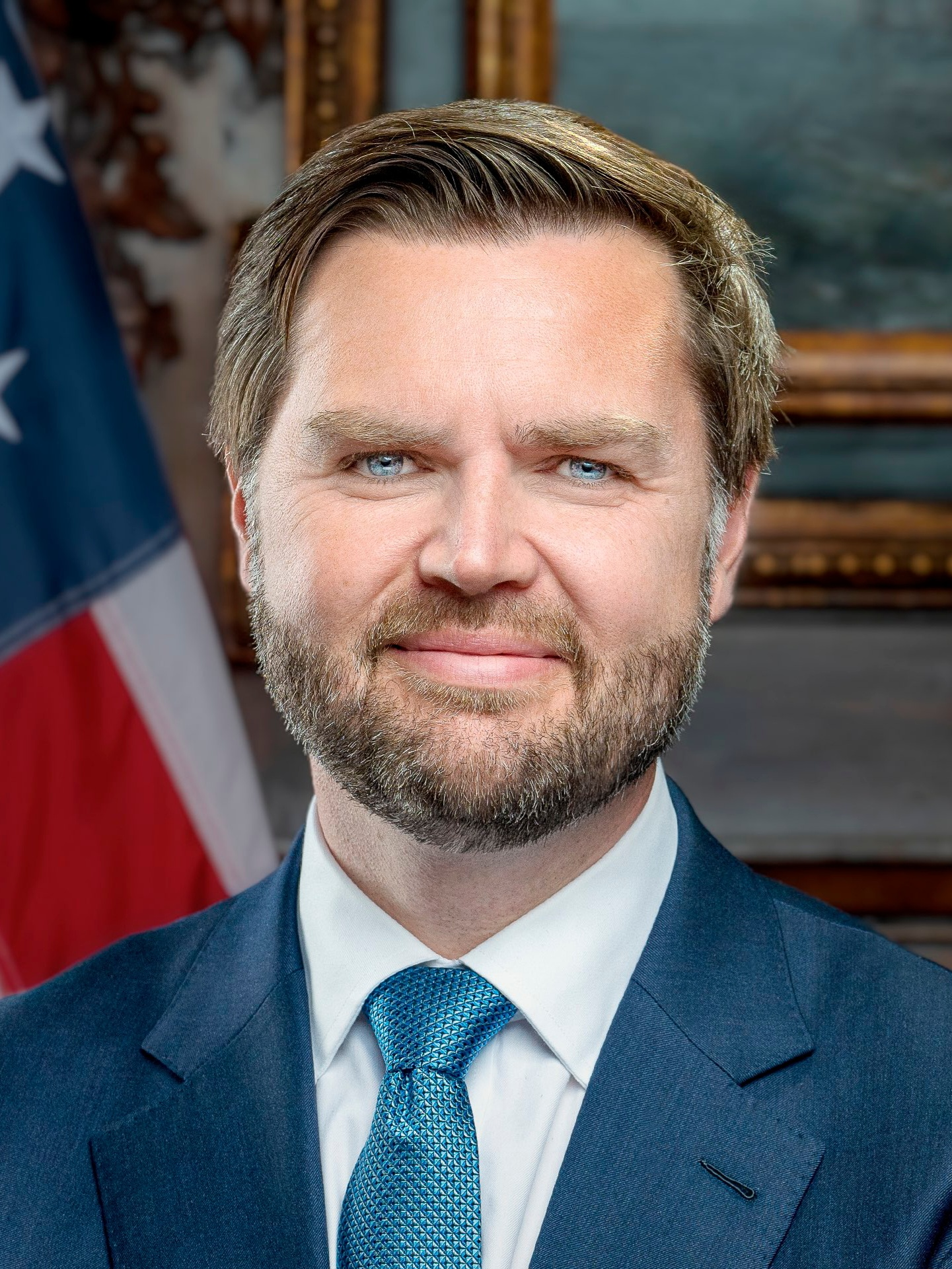
Il vicepresidente degli Stati Uniti J.D. Vance

 Durante il suo secondo mandato Trump aveva manifestato l’intenzione di negoziare un accordo con la Russia per porre fine alla guerra, segnando un cambiamento rispetto alla tradizionale politica americana di isolamento di Mosca precedentemente intrapresa. Dopo il suo ritorno alla presidenza, Trump ha avuto un colloquio telefonico con Vladimir Putin — il primo tra un leader americano e il presidente russo dall’inizio del conflitto — suscitando le critiche di Zelens'kyj , che lo ha accusato di essere “intrappolato nella disinformazione russa”. In risposta, Trump ha attaccato Zelens'kyj su Truth Social, accusandolo di aver provocato la guerra e definendolo un “dittatore” per non aver indetto elezioni, nonostante la legge marziale in vigore le rendesse incostituzionali. Nel frattempo, l’amministrazione Trump ha votato contro una risoluzione delle Nazioni Unite sostenuta dall’Unione Europea che chiedeva il ritiro delle truppe russe dall’Ucraina. Inoltre, la Casa Bianca aveva inizialmente anche pensato di annullare la visita di Zelens'kyj a Washington, poi riconfermata dopo l’intervento in suo favore del presidente francese Emmanuel Macron.

## Storia

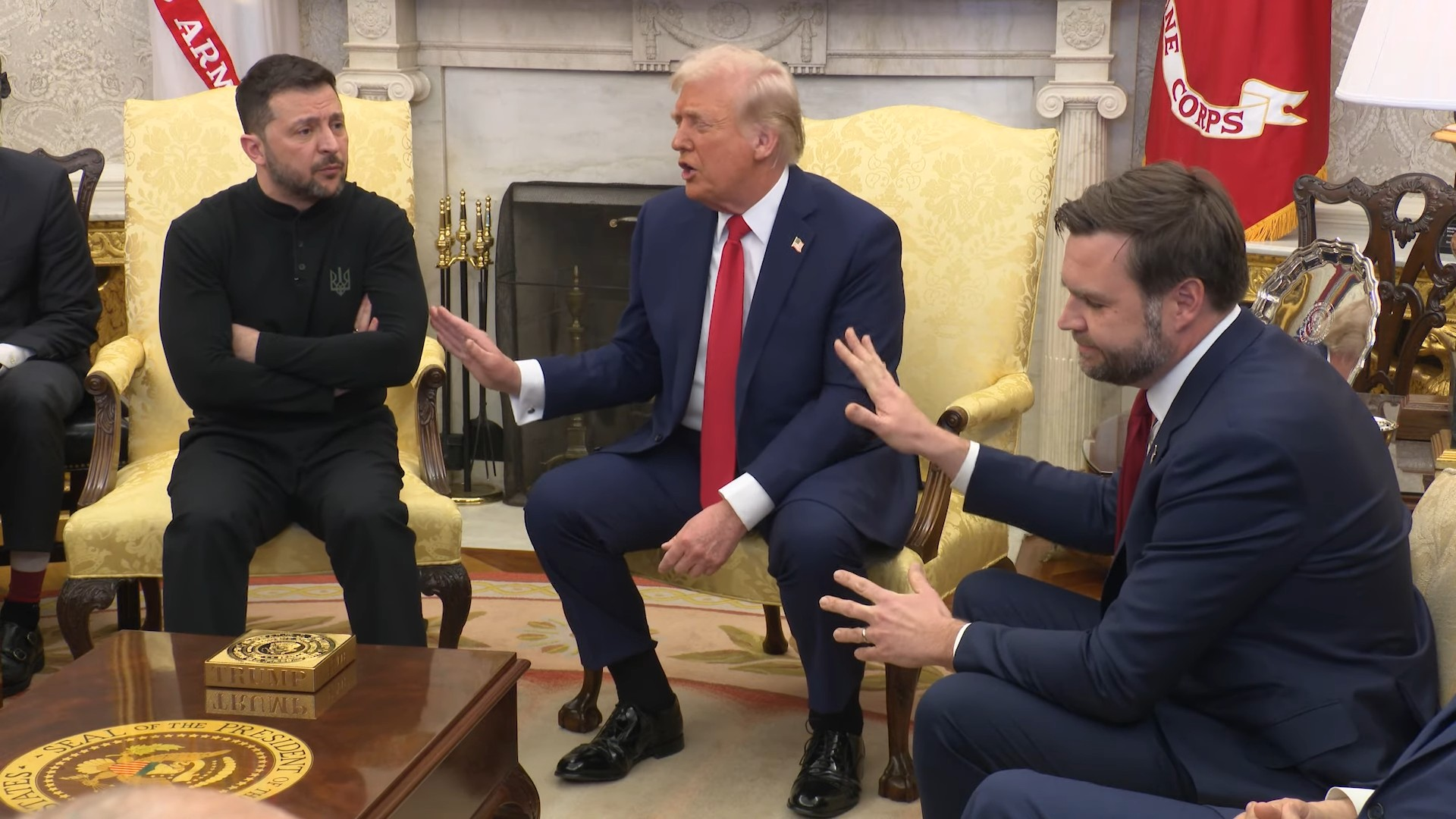
Fotografia raffigurante l'incontro in un momento particolarmente acceso, dove sono visibili, da sinistra a destra, Volodymyr Zelens'kyj, Donald Trump e J.D. Vance

L’incontro tra i due presidenti è iniziato in modo cordiale, ma è rapidamente degenerato. Dopo circa 40 minuti, un giornalista di origini polacche ha chiesto a Trump un commento sulle sue presunte simpatie per Putin, ed il presidente ha risposto di non essere allineato con nessuno se non con gli Stati Uniti, e di agire “per il bene del mondo”. Il suo vicepresidente, J.D. Vance, è intervenuto dicendo che la via per la pace e la prosperità era la diplomazia, e che Trump la stava perseguendo. Zelens'kyj, tuttavia, ha risposto ricordando che la guerra è iniziata nel 2014 e che, nonostante un cessate il fuoco negoziato nel 2019 con Putin, Macron e Merkel, la Russia non ha rispettato gli accordi. Poi ha chiesto a Vance: “JD, Di quale diplomazia stai parlando?” e da quel momento il tono si è fatto più teso.
Vance ha accusato l’Ucraina di usare coscritti a causa della mancanza di uomini e ha detto che Zelens'kyj dovrebbe ringraziare Trump per star cercando di porre fine al conflitto. Le cose però sono degenerate quando Zelens'kyj ha replicato dicendo che anche gli americani, un giorno, potrebbero sentire le conseguenze della guerra, e Trump è intervenuto con tono brusco rispondendo “Non dirci cosa sentiremo” e accusando il presidente ucraino di star giocando con delle vite umane e di star mancando di rispetto agli Stati Uniti che, sin dall'inizio, sono sempre stati di supporto alla causa ucraina. Per via della direzione presa dall'incontro, alla fine i due leader non sono riusciti a discutere la questione commerciale delle terre rare in Ucraina, che era inizialmente uno dei motivi principali del meeting. Ha fatto particolare scalpore il fatto che sia Trump che un giornalista repubblicano abbiano più volte commentato, nel corso della riunione, il fatto che il presidente ucraino non si fosse presentato con un abito adatto, accuse al quale Zelens'kyj ha risposto dicendo che "indosserà un abito solo quando la guerra nel suo paese sarà finita".
A fine incontro Trump ha interrotto Zelens'kyj, dicendo che senza il sostegno occidentale, in particolare americano, la guerra sarebbe finita in due settimane, e ha aggiunto “Con queste premesse sarà difficile fare affari. Fai un accordo, o noi ce ne andiamo. E se ce ne andiamo, dovrai cavartela da solo. Non sarà bello.” per poi chiudere bruscamente il colloquio affermando: “Penso che abbiamo visto abbastanza. Sarà un grande spettacolo televisivo.”

## Dopo l'incontro

### Situazione geopolitica
In seguito all'incontro Trump fece cancellare le trattative riguardanti la collaborazione tra Stati Uniti ed Ucraina nella gestione delle terre rare. Qualche giorno dopo, il 2 marzo, Zelens'kyj ha visitato il Regno Unito, dove è stato accolto da re Carlo III, per partecipare ad un vertice con i leader europei. In quell’occasione è stato concesso all’Ucraina un prestito da 2,26 miliardi di sterline, che sarà ripagato utilizzando beni russi congelati.

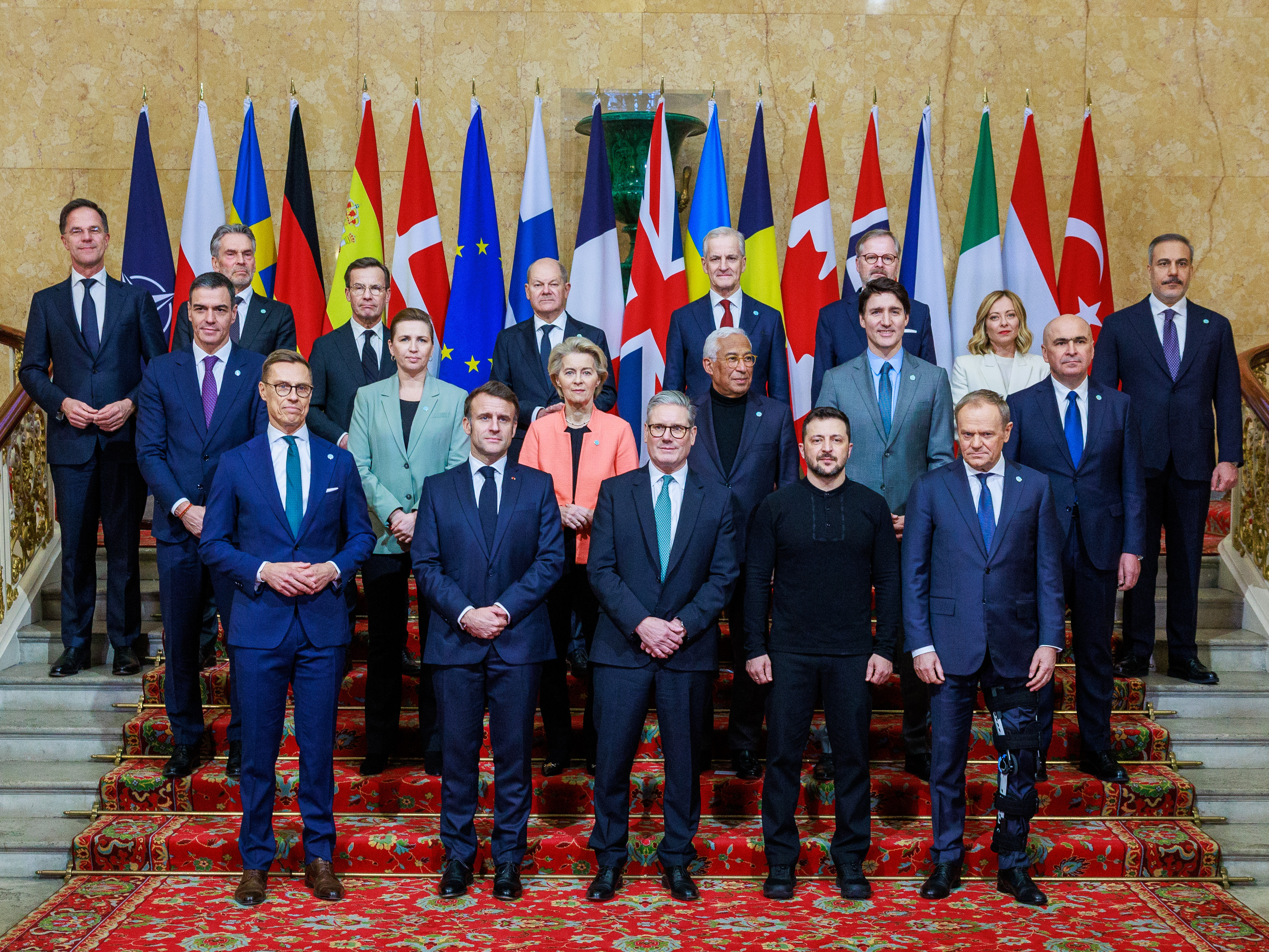
L'incontro sulla questione ucraina tenutosi il 2 marzo 2025 a Londra, alla presenza della maggior parte dei leader europei

Il 3 marzo, l’amministrazione Trump ha sospeso gli aiuti militari all’Ucraina e, nel giro di una settimana, ha anche interrotto la condivisione di informazioni dell'intelligence con Kiev. Il 5 marzo, il direttore della CIA John Ratcliffe ha dichiarato che c’era una “pausa” sia “sul fronte militare che su quello dell’intelligence”, mentre il consigliere per la sicurezza nazionale Michael Waltz ha affermato che gli Stati Uniti stavano “mettendo in pausa, valutando e riesaminando ogni aspetto del rapporto di sicurezza con lo stato ucraino". Tuttavia, l'11 marzo, a seguito di un incontro a Gedda tra delegazioni americane e ucraine, il governo statunitense ha annunciato che avrebbe ripreso a fornire aiuti militari ed intelligence all'Ucraina.
Nel frattempo, in Germania, Friedrich Merz propose un aumento significativo della spesa per la difesa, giustificando la sua politica con la “situazione in rapida evoluzione”, soprattutto dopo lo scontro tra Trump e Zelens'kyj alla Casa Bianca. Fu il riarmo tedesco più grande dai tempi della seconda guerra mondiale.

### Proteste negli Stati Uniti
Negli Stati Uniti, si sono svolte proteste a sostegno dell’Ucraina e di Zelens'kyj a New York, Boston e Los Angeles. A Waitsfield, nel Vermont, dove il vicepresidente Vance era, al tempo, in vacanza con la famiglia, alcuni manifestanti si sono radunati lungo una strada per insultarlo ed esprimere il loro sostegno all’Ucraina. All’arrivo di Zelens'kyj nel Regno Unito, il giorno dopo l’incontro, folle di persone lo hanno acclamato davanti a 10 Downing Street mentre stringeva la mano a al primo ministro inglese Keir Starmer.

## Reazioni

### Ucraina
Zelens'kyj, dopo l'incontro, ha pubblicato un messaggio sui social dopo l’incontro, ringraziando Trump, il Congresso USA e il popolo americano per il sostegno, sottolineando che l’Ucraina cerca una pace "giusta e duratura", e in un’intervista successiva ha definito l’incontro una “piccola lite” non vantaggiosa per nessuna delle due parti, rifiutando però di scusarsi con Trump, pur mostrando interesse a ricostruire il rapporto. Tra i membri del governo ucraino, il premier Denys Shmyhal ha sostenuto Zelens'kyj , affermando che “la pace senza garanzie non è possibile” e che un “cessate il fuoco senza garanzie” porterebbe all’occupazione russa dell’Europa.

### Stati Uniti
Dopo l’incontro, Trump ha pubblicato un messaggio sulla sua piattaforma Truth Social definendo il meeting “molto significativo”, non mancando però di criticare Zelens'kyj in una successiva dichiarazione alla stampa, affermando che egli  “ha esagerato” e consigliandogli di tornare immediatamente sui suoi passi. Diversi membri del governo Trump lo hanno sostenuto pubblicamente sui social e in TV. Michael Waltz, ad esempio, ha detto che Zelens'kyj si era abituato alle promesse illimitate dell'ex presidente Joe Biden e “non ha capito che ora c’è un nuovo sceriffo in città”, negando che Trump o Vance lo abbiano messo in difficoltà durante il colloquio. Inoltre, Elon Musk, capo del DOGE di Trump, ha scritto su X che Zelens'kyj “si è distrutto agli occhi degli americani”.

### Reazioni internazionali
Molti leader di paesi occidentali come Francia, Regno Unito e Germania hanno apertamente manifestato supporto a Zelens'kyj, condannando l'atteggiamento americano e ribadendo il loro supporto all'Ucraina, mentre altri, come nel caso dell'Italia, hanno mantenuto un profilo più neutrale e diplomatico. In quest'ultimo caso, la presidente del consiglio Giorgia Meloni ha sottolineato l’importanza dell’unità occidentale e ha richiesto un vertice d’emergenza tra i paesi europei, gli Stati Uniti e l’Ucraina, enfatizzando che ogni divisione interna dell’Occidente indebolisce tutti. Il ministro Matteo Salvini ha ribadito il suo sostegno all'amministrazione Trump, chiedendo inoltre la fine della guerra in Ucraina per il bene di tutto l'Occidente. In Asia, invece, si è particolarmente interessato alla questione il Giappone, con il primo ministro Shigeru Ishiba che ha dichiarato di volersi impegnare per prevenire ogni divisione tra l'Ucraina e gli stati del G7.